# Ташфин ибн Али
Ташфин ибн Али (? — 1145) — шестой эмир Альморавидов с 1142 года. Сын Али ибн Юсуфа.
С 1126 года, после смерти своего дяди Темима, Ташфин был наместником альморавидского эмира в Испании.
В 1139—1140 годах Ташфин возглавлял военные действия против Альмохадов (которые не принесли никаких результатов).
После смерти отца Али (1142 год) Ташфин возобновил энергичную борьбу с Альмохадами, но было уже поздно. В 1145 году халиф Альмохадов Абд аль-Мумин окружил самого Ташфина в Тлемсене. Последний попытался спастись бегством ночью, но провалился в темноте в пропасть, где впоследствии был найден его труп.